# Olympische Sommerspiele 1984/Reiten
Bei den XXIII. Olympischen Sommerspielen 1984 in Los Angeles wurden im Reiten insgesamt sechs Wettbewerbe ausgetragen. Die Reitwettbewerbe fanden im Santa Anita Park und im Fairbanks Ranch Country Club statt.

## Dressur

### Einzel
| Platz | Land | Reiter und Pferd                  | Punkte |
| ----- | ---- | --------------------------------- | ------ |
| 1     | FRG  | Reiner Klimke auf „Ahlerich“      | 1504   |
| 2     | DEN  | Anne Jensen-Tornblad auf „Marzog“ | 1442   |
| 3     | SUI  | Otto Hofer auf „Limandus“         | 1364   |

10. August

### Mannschaft
| Platz | Land | Reiter und Pferde                                                                                    | Punkte |
| ----- | ---- | --- | ------ |
| 1     | FRG  | Reiner Klimke auf „Ahlerich“ Herbert Krug auf „Muscadeur“ Uwe Sauer auf „Montevideo“                 | 4955   |
| 2     | SUI  | Amy-Cathérine de Bary auf „Aintree“ Otto Hofer auf „Limandus“ Christine Stückelberger auf „Tansanit“ | 4673   |
| 3     | SWE  | Ingamay Bylund auf „Aleks“ Ulla Håkansson auf „Flamingo“ Louise Nathhorst auf „Inferno“              | 4630   |

9. August

## Springreiten

### Einzel
| Platz | Land | Reiter und Pferd               | Fehlerpunkte |
| ----- | ---- | ------------------------------ | ------------ |
| 1     | USA  | Joe Fargis „Touch of Class“    | 4            |
| 2     | USA  | Conrad Homfeld auf „Abdullah“  | 4            |
| 3     | SUI  | Heidi Robbiani auf „Jessica V“ | 8            |

12. August

### Mannschaft
| Platz | Land | Reiter und Pferde | Fehlerpunkte |
| ----- | ---- | --- | ------------ |
| 1     | USA  | Leslie Burr-Howard auf „Albany“ Joe Fargis auf „Touch of Class“ Conrad Homfeld auf „Abdullah“ Melanie Smith auf „Calypso“        | 12,00        |
| 2     | GBR  | Timothy Grubb auf „Linky“ John Whitaker auf „Ryans Son“ Michael Whitaker auf „Overton Amanda“ Steven Smith auf „Shining Example“ | 36,75        |
| 3     | FRG  | Fritz Ligges auf „Ramzes“ Peter Luther auf „Livius“ Paul Schockemöhle auf Deister Franke Sloothaak auf „Farmer“                  | 39,25        |

7. August

## Vielseitigkeit
29. Juli bis 3. August

### Einzel
| Platz | Land | Reiter und Pferd                 | Fehlerpunkte |
| ----- | ---- | -------------------------------- | ------------ |
| 1     | NZL  | Mark Todd auf „Charisma“         | 51,60        |
| 2     | USA  | Karen Stives auf „Ben Arthur“    | 54,20        |
| 3     | GBR  | Virginia Holgate auf „Priceless“ | 56,80        |

### Mannschaft
| Platz | Land | Reiter und Pferde | Fehlerpunkte |
| ----- | ---- | --- | ------------ |
| 1     | USA  | Bruce Davidson auf „JJ Babu“ Torrance Fleischmann auf „Finwarra“ Michael Plumb auf „Blue Stone“ Karen Stives auf „Ben Arthur“ | 186,00       |
| 2     | GBR  | Diana Clapham auf „Windjammer“ Lucinda Green auf „Regal Realm“ Virginia Holgate auf „Priceless“ Ian Stark auf „Oxford Blue“   | 189,20       |
| 3     | FRG  | Claus Erhorn auf „Fair Lady“ Bettina Overesch auf „Peacetime“ Dietmar Hogrefe auf „Foliant“ Burkhard Tesdorpf „Freedom“       | 234,00       |